# ППД-34/40
7,62-мм пістолети-кулемети зразків 1934, 1934/38 і 1940 років системи Дегтярьова (індекс ГРАУ  -56-А-133) — різні модифікації пістолета-кулемета, розробленого радянським зброярем Василем Дегтярьовим в початку 1930-х років. Перший пістолет-кулемет, прийнятий на озброєння Червоної Армії.
Пістолет-кулемет Дегтярьова був досить типовим представником першого покоління цього виду зброї. Використовувався в Фінській кампанії 1939-40 років, а також на початковому етапі Німецько-радянської війни.

## Історія
Перші роботи зі створення пістолетів-кулеметів почалися в СРСР ще в середині 1920-х років. 27 жовтня 1925 Комісією з озброєння Червоної армії була передбачена бажаність озброєння подібним типом зброї молодшого та середнього командного складу. 28 грудня 1926 Артилерійський комітет Артилерійського управління РСЧА затвердив технічні умови виготовлення перших пістолетів-кулеметів.
Після низки невдалих дослідів з використанням патрона від «Нагана», 7 липня 1928 Артилерійський комітет запропонував прийняти для пістолетів і пістолетів-кулеметів патрон 7,63×25 мм Маузер, що використовувався в популярному в СРСР пістолеті Маузер К-96. На користь вибору цього патрона, крім його високих бойових якостей, говорило те, що виробництво 7,62-мм стволів як пістолетів, так і пістолетів-кулеметів можна було здійснювати на одному і тому ж технологічному обладнанні, причому уніфікація по каналу ствола з гвинтівкою Мосіна дозволяла використовувати наявне обладнання і навіть браковані заготовки гвинтівкових «трьохлінійних» стволів. Крім того, пляшкова форма гільзи підвищувала надійність подачі з магазина.
Основною зброєю радянської піхоти, повинна була стати сучасна самозарядна гвинтівка, а допоміжним поряд з нею — пістолет-кулемет. У 1929 році з'явився дослідний пістолет-кулемет Дегтярьова під 7,63-мм патрон.
У 1931 році з'явився наступний варіант пістолета-кулемета Дегтярьова, з напіввільним затвором, але іншого типу, в ньому уповільнення відходу затвора назад досягалося не перерозподілом енергії між двома його частинами, а за рахунок підвищеного тертя, що виникає між рукояттю затвора і скосом в передній частини вирізу під неї в ствольній коробці, в який рукоять потрапляла після приходу затвора у вкрай переднє положення, при цьому сам затвор повертався вправо на невеликий кут. Цей зразок мав ствольну коробку круглого перетину, більш технологічну, і майже повністю закритий дерев'яними накладками (замість кожуха) ствол.
Нарешті, в 1932 році з'явився ще більш спрощений варіант, цього разу отримав вільний затвор. У 1932—1933 роках, були розроблені і пройшли полігонні випробування в цілому 14 зразків 7,62-мм пістолетів-кулеметів, у тому числі — перероблені пістолети-кулемети Токарєва, Дегтярьова і Коровіна, а також знову розроблені Прилуцького і Колесникова. Найвдалішими були визнані системи Дегтярьова і Токарєва, але ППД виявився трохи технологічніше і мав вигідний для цього виду зброї порівняно невисокий темп стрільби.
Після доопрацювання, в якому крім Дегтярьова брали участь конструктори Г. Ф. Кубинов, П. Є. Іванов і Г. Г. Марков, 23 січня 1935 року він був затверджений ГАУ як зразок для виготовлення дослідної партії (30 примірників), а 9 липня — прийнятий на озброєння РККА під найменуванням«7,62-мм пістолет-кулемет зразка 1934 року системи Дегтярьова (ППД)». У тому ж році почалося виробництво на Ковровському заводі № 2.
У 1934 році Ковровський завод № 2 виготовив 44 примірників ППД, в 1935-му — лише 23, у 1936-му — 911, в 1937-му — 1 291, в 1938-му — 1 115, в 1939-му — 1 700 , в цілому — трохи більше 5 000 примірників.
Як видно з масштабів випуску, пістолет-кулемет Дегтярьова в перші роки свого випуску все ще був по суті дослідним зразком, на якому відпрацьовувалися методики виробництва та застосування нової зброї військами. У 1935-37 роках ППД проходив розширені військові випробування, які виявили ряд недоліків, і за їх підсумками в 1938-39 роках зброю було модернізовано: ложу в місці кріплення магазина посилили за рахунок введення напрямної горловини (або «спрямовуючої обойми»), в результаті чого збільшилася надійність його примикання, самі магазини стали взаємозамінні у різних екземплярів зброї, було посилено кріплення прицілу. У такому вигляді зброя отримала позначення «пістолет-кулемет зразка 1934/38 рр. системи Дегтярьова». Також його іноді позначали як «2-й зразок», а зраз. 1934 року — «1-й зразок».
Одночасно Артилерійський комітет, спираючись на досвід конфліктів тих років, таких, як Чакська війна та Громадянська війна в Іспанії, що показували підвищення ролі пістолетів-кулеметів у сучасних бойових діях, і аналіз результатів військових випробувань, вказав, що:
 … необхідно ввести його [пістолет-кулемет] на озброєння окремих категорій бійців РККА, прикордонної охорони НКВС, кулеметних і гарматних розрахунків, деяких фахівців, авіадесанту, водіїв машин тощо.

При цьому все-таки передбачалося:
 … розробку нового типу автоматичної зброї під пістолетний патрон продовжити для можливої заміни застарілої конструкції ППД.

За наказом Артуправління від 10 лютого 1939 року, ППД був прибраний з виробничої програми 1939 року, замовлення заводам на його виробництво — анульовані, а екземпляри, які були в РСЧА, зосередили на складах для кращого збереження на випадок військового конфлікту. Деяка кількість ППД була використана для озброєння прикордонних і конвойних військ.
Тим часом намічені плани зі створення досконалішої заміни ППД скоригувала Зимова війна з Фінляндією. А. В. Ісаєв в книзі «Десять міфів другої світової» пише з цього приводу:

Штатна організація фінського піхотного полку (2954 людини) передбачала 2325 гвинтівок, 36 станкових кулеметів, 72 ручних кулемета і 72 пістолети-кулемети. Пістолети-кулемети становили 3 % (прописом: три відсотка) від числа гвинтівок. Трохи більше пістолетів-кулеметів було в так званих sissi-батальйонах. Смислове значення цього терміну — партизанський батальйон, або, якщо осучаснити, батальйон спеціального призначення. Призначалися вони для самостійних дій з охопленням і обходами по лісах наступаючих дивізій Червоної Армії. Замість двох пістолетів-кулеметів у піхотному взводі регулярної армії взводи sissi-батальйонів отримували чотири пістолети-кулемети «суомі». Робилося це внаслідок того, що в батальйоні відсутня рота станкових кулеметів, що вимагало компенсації — зменшення кількості автоматичної зброї на взводному рівні. В іншому організація партизанських батальйонів збігалася зі звичайними. Всі розповіді про роти або батальйони фінів, поголовно озброєних автоматами «суомі», — це чистої води вигадка.

Саме в ході війни з Фінляндією в СРСР було налагоджено масове виробництво цього виду зброї та активізовані роботи над створенням нових його зразків.
Складські запаси ППД були терміново перекинуті частинам, які билися у Фінляндії, а в кінці грудня 1939-го — через місяць після початку війни — за вказівкою Головного військової ради виробництво ППД було розгорнуто знову, і 6 січня 1940 постановою Комітету оборони вдосконалений ППД знову був прийнятий на озброєння РККА.
З 22 січня 1940 усі цехи і відділи, зайняті виробництвом ППД, перевели на тризмінну роботу. Тим часом, як і зазначалося в процитованих вище довоєнних звітах, ППД через особливості технологічного характеру виявився малопридатний для випуску великими серіями, до того ж виробництво його обходилося досить недешево: один ППД з комплектом ЗІП обходився в 900 рублів у цінах 1939 року — при тому, що ручний кулемет ДП з ЗІП обходився в 1 150 рублів. Тому в процесі розгортання масового випуску в його конструкцію були внесені зміни, спрямовані на технологічне спрощення, здешевлення та прискорення виробництва. Позначення «зраз. 1934/38 рр..» При цьому було збережено, але по суті це була вже зовсім інша зброя, з суттєво переробленою конструкцією і вельми відмінним від раннього варіанту «34/38» зовнішнім виглядом.

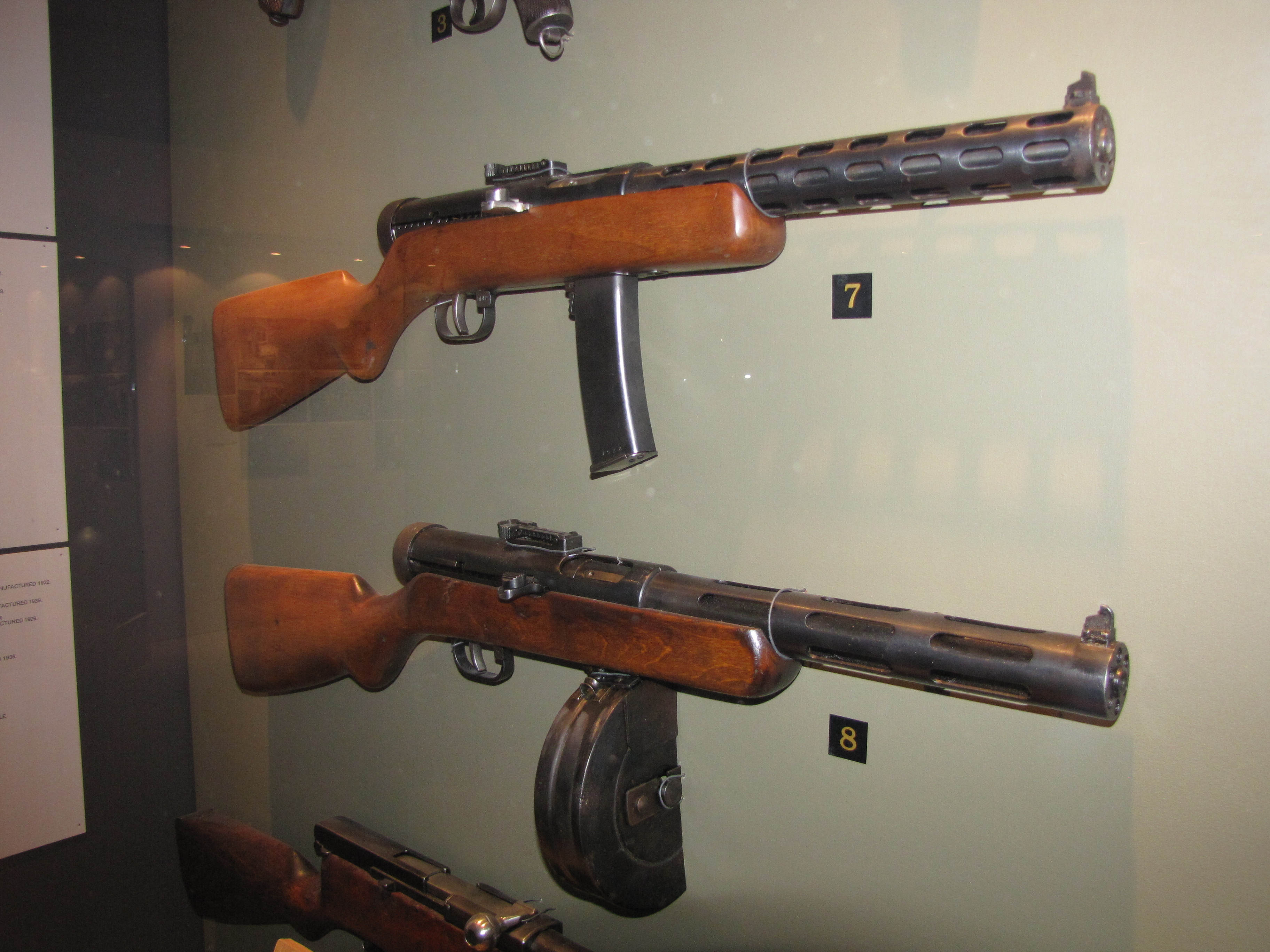
ППД зраз. 1934/38 рр.. раннього (зверху) і пізнього (знизу) випуску; добре видно барабанний магазин у другого зразка.

Зокрема, змінилася форма вентиляційних отворів у кожусі ствола (15 довгих замість 55 коротких), з'явилися нерухомо закріплений у чашечки затвора бойок замість окремого ударника на осі, ствольна коробка з трубчастої заготовки замість фрезерованої (об'єднаної в одну деталь з колодою прицілу) у ранніх моделей, спрощений викидач із пластинчастою пружиною, спрощена ложа, спрощена, складена з штампованих деталей, спускова скоба замість фрезерованої з цільної заготовки, спрощений запобіжник, і так далі. Правда, практика показала, що спрощений варіант затвора з нерухомим бойком ненадійний і допускає затримки при стрільбі, і з 1 квітня 1940 року в виробництво було повернуто варіант з колишнім окремим ударником.
Крім того, поряд з 25-патронним секторним магазином був введений дисковий магазин на 73 патрони, дуже схожий за конструкцією до фінського «Суомі» конструкції Коскінен. За це вояки УПА називали ППД-40 «фінкою».
У нього, однак, було одна важлива відмінність від фінського прототипу. Радянський ПП мав повноцінну довгу дерев'яну ложу, всередині якої розташовувалася приймальна горловина магазина — на відміну від «Суомі», у якого коротка ложа доходила лише до магазина, що дозволяло вставляти його барабан безпосередньо в роз'єм затворної коробки, без довгої горловини. В результаті для ППД довелося розробити оригінальний магазин, у якого нижня частина була виконана барабанним, а у верхній був відросток, на манер короткого коробчатого магазина, для можливості примикання в розраховану на коробчастий магазин горловину. Для подачі з магазина останніх 6 патронів у відросток служив спеціальний гнучкий штовхач. Конструкція виявилася не цілком надійна і іноді допускала заклинювання при подачі патронів, яке усувалося лише при знятому з зброї магазині, проте в умовах воєнних дій навіть у такому вигляді модернізована зброя було прийнято на озброєння як тимчасовий захід. Більш ємний магазин дозволяв використовувати зброю в загальновійськовому бою для відбиття атаки противника на ближній дистанції, створюючи на ній високу щільність вогню.
Вдосконалення конструкції зброї тривало. 15 лютого 1940 Дегтярьов представив модернізований зразок ППД, розроблений за участю конструкторів Ковровського заводу С. Н. Калигін, П. Є. Іванова, Н. Н. Лопуховський, Є. К. Олександровича і В. А. Введенського. Він мав розрізну ложу з двох частин, розташованих до і після магазина і забезпечених призначеними для його установки металевими напрямними упорами, що дозволило застосувати «нормальний» барабанний магазин, без відростка для установки в горловину. Ємність магазина без відростка скоротилася до 71 патрона, але надійність подачі істотно зросла. При цьому використання в зброї секторних «ріжків» від ПП зраз. 1934 стало неможливим — повернення до цього типу магазина стався набагато пізніше, вже під час Німецько-радянської війни, з досвіду експлуатації у військах ППШ, який показував надмірність ємності барабанного магазина і його надмірну масу. Крім того, частина випуску мала кільцевий намушник для запобігання мушки.
Цей варіант був затверджений у виробництві 21 лютого 1940 Комітетом оборони при РНК і прийнятий на озброєння як «пістолет-кулемет зразка 1940 року системи Дегтярьова». Його випуск почався в березні того ж року.
Усього за 1940 рік було випущено 81 118 ППД, що зробило його модифікацію 1940 найбільш масовою. Армія отримала значні кількості цього виду зброї.

## Країни-експлуатанти
- Албанія[3]
- : поставлено 3000 одиниць під час війни з Японією.
- Фінляндія: під час бойових дій 1941—1944 до рук фінської армії попало багато ППД-40 як трофеїв. На озброєння вони були прийняті як 7,63 mm kp M/venäl. В 1942—1943 вони були перестволені під патрон 9 мм x 19. В 1959—1960 продані на міжнародному збройному ринку через фірму Interarmco, а в 1969—1970 71 деактивованих ППД-40 продані колекціонерам[4].
- Північна Корея
- СРСР[5]
- Іспанія: під час Громадянської війни 1936—1939 СРСР поставив партію ППД-34/38.[6][7]